# 보문로 (대전)
보문로(Bomun-ro)는 대전광역시 동구 은행선화동 효동네거리에서 중구 효동 대종로네거리를 잇는 도로이다.

## 주요 경유지
대전광역시
- 중구 (선화동 . 대흥동 . 대사동 . 부사동) - 동구 (효동)

## 노선
| 이름               | 접속 노선              | 소재지        | 소재지        | 소재지        | 비고          |
| 우암로와 직결      | 우암로와 직결          | 우암로와 직결 | 우암로와 직결 | 우암로와 직결 | 우암로와 직결 |
| ------------------ | ---------------------- | ------------- | ------------- | ------------- | ------------- |
| 대종로네거리       |                        | 대전광역시    | 중구          | 선화동        |               |
| 대전세무서삼거리   | 보문로337번길          | 대전광역시    | 중구          | 선화동        |               |
| 선화공원네거리     | 선화로                 | 대전광역시    | 중구          | 선화동        |               |
| 중구청네거리       | 중앙로                 | 대전광역시    | 중구          | 선화동        |               |
| 중구보건지소네거리 | 중교로                 | 대전광역시    | 중구          | 대흥동        |               |
| 대고오거리         | 대흥로 테미로          | 대전광역시    | 중구          | 대흥동        |               |
| 보문산공원오거리   | 국도 제4호선 (충무로)  | 대전광역시    | 중구          | 대사동        |               |
| 부사오거리         | 대종로                 | 대전광역시    | 중구          | 부사동        |               |
| 문창교             |                        | 대전광역시    | 중구          | 문창동        |               |
| 효동네거리         | 국도 제17호선 (대전로) | 대전광역시    | 중구          | 문창동        |               |
| 효동네거리         | 국도 제17호선 (대전로) | 대전광역시    | 동구          | 효동          |               |
| 계족로와 직결      |                        |               |               |               |               |

## 주요 건물 및 시설
- Twitter OK대리점 문참본점 (보문로 39/문창동 373-1)
- 본죽 &비빔밥 대전부사점 (보문로 49/문창동 374-6)
- LG전자베스트샵 문창점 (보문로 50/부사동 150-3)
- SK텔레콤 충남지사 (보문로 82/부사동 137-5)
- 이마트24 대전부사점 (보문로 89/부사동 142-8)
- 네네치킨 부사점 (보문로 92/부사동 140-4)
- GS25 부사스타점 (보문로 97/부사동 141-1)
- SK에너지 리치주유소 (보문로 117/대사동 175-2)
- Twitter 대흥대리점 본점 (보문로 227/대흥동 508-77)
- KT대전지사 (보문로 238/대흥동 452-52)
- KT플라자대전점 (보문로 238/대흥동 452-52)
- 새마을금고 대전건축사회새마을금고점 (보문로 241/대흥동 508-52)
- 국민건강보험공단 대전중부지사 (보문로 246/대흥동 452-3)
- 농협 대전대흥지점 (보문로 246/대흥동 452-3)
- 던킨 대전대림빌딩점 (보문로 246/대흥동 452-3)
- 빽다방 대전중구청점 (보문로 258/대흥동 469-5)
- 새마을금고 대흥 새마을금고 중구지점 (보문로 262/대흥동 486-4)
- 대전세무서 (보문로 331/선화동 188)